# La Sagne
La Sagne (toponimo francese) è un comune svizzero di 1 069 abitanti del Canton Neuchâtel.

## Geografia fisica

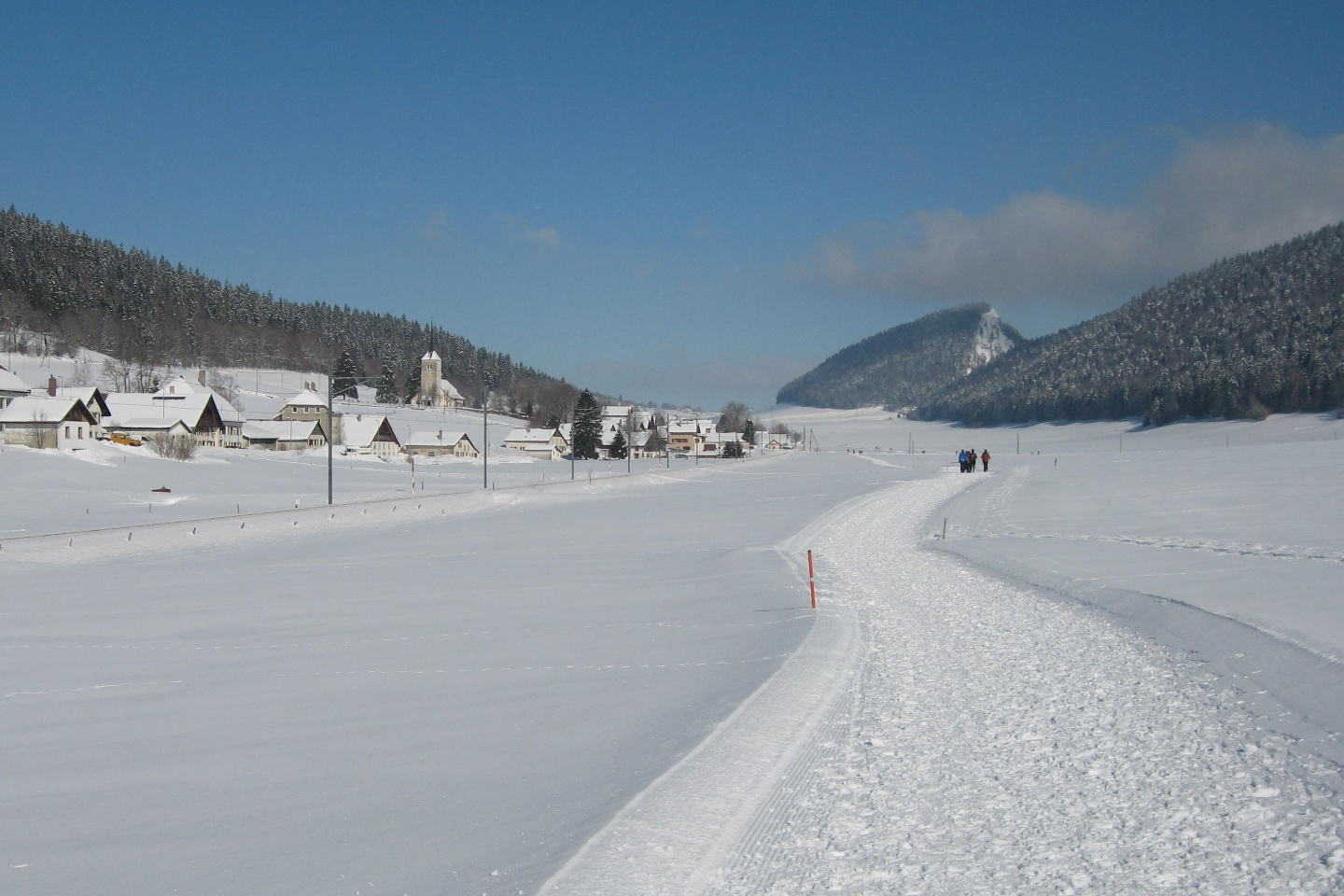
La valle di Sagne

Il territorio di La Sagne si estende sul massiccio del Giura tra la parte orientale della valle di Sagne e Les Ponts-de-Martel.

## Monumenti e luoghi d'interesse
- Chiesa riformata di Santa Caterina, attestata dal 1351 e ricostruita nel 1521-1526[3].

## Società

### Evoluzione demografica
L'evoluzione demografica è riportata nella seguente tabella:
Abitanti censiti

## Geografia antropica

### Frazioni
Le frazioni di La Sagne sono:
- La Corbatière
- La Sagne-Eglise
- Le Crêt
- Les Cœudres
- Miéville

## Economia
L'economia locale si basa prevalentemente sull'agricoltura.

## Infrastrutture e trasporti

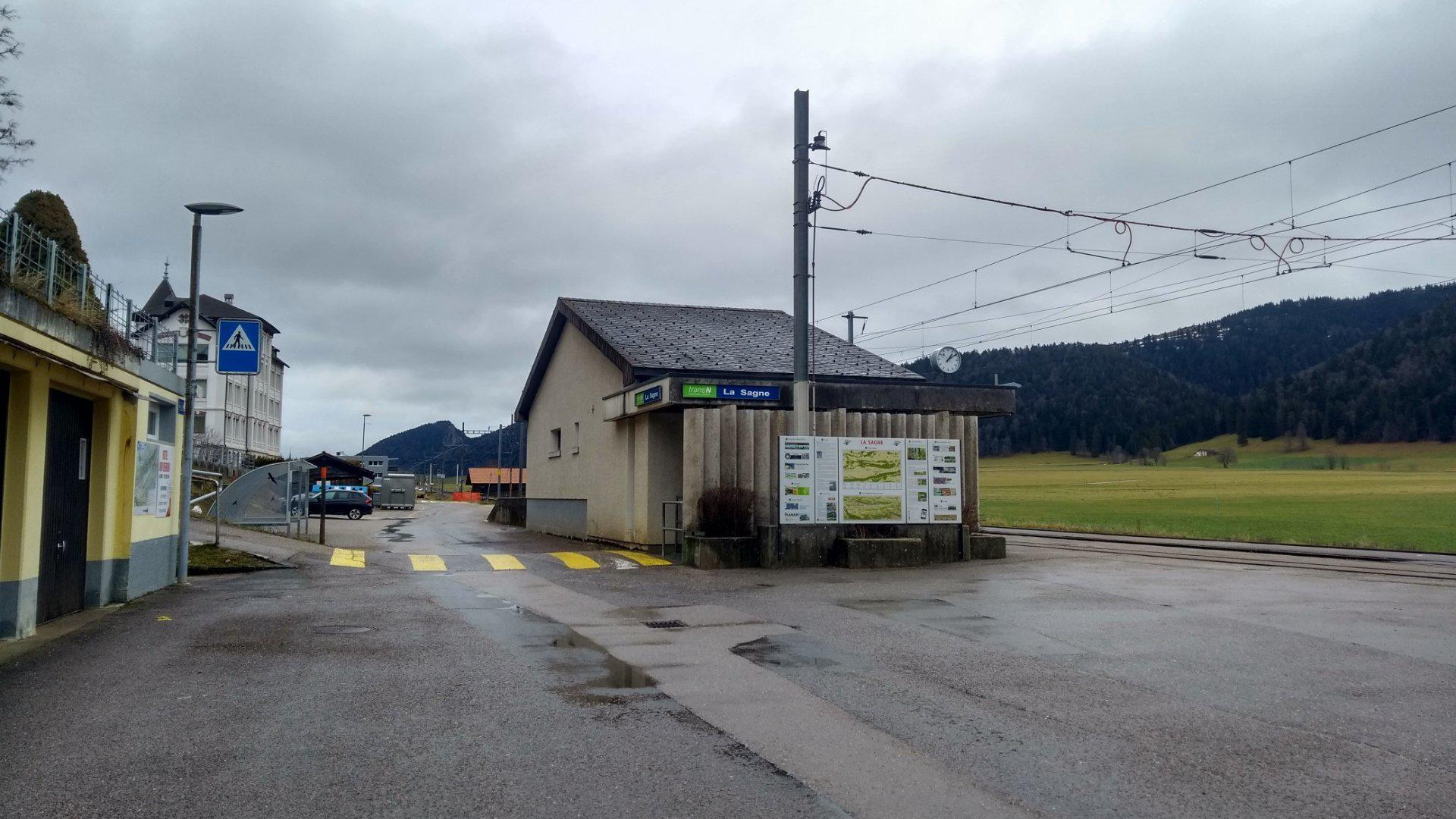
La stazione di La Sagne

La Sagne è servita dall'omonima stazione e da quelle di La Corbatière, di La Sagne-Église, di Les Coeudres-Est e di Les Coeudres sulla ferrovia La Chaux-de-Fonds-Les Ponts-de-Martel.